# Robigus
Robigus was in de Romeinse godsdienst een kwaadaardige geest - te vergelijken met Verminus - die verantwoordelijk was voor robigo (graanroest). Om hem te paaien werden de Robigalia gehouden op 25 april.
Onder leiding van de flamen Quirinalis deed men een processie om tot Robigus te bidden en offerde men een schaap en een teef. De teef stond misschien symbool voor schimmelziekte, maar kan ook een verwijzing zijn naar de 'Hondsster' Sirius. Tijdens de plechtigheid smeekte de flamen Quirinalis dat 'de zwaarden zouden verroesten in plaats van het graan.'
Robigo was tevens de naam van zijn zuster, een vrouwelijke uiting van dezelfde kwaadaardige geest.